# Vincenzo Gamba
Vincenzo sau Vincenzio Gamba (1606 – 1649), mai târziu Vincenzo Galilei (1619), a fost fiu nelegitim al lui Galileo Galilei și al amantei sale, Marina Gamba (1570–1612).
A urmat metodele de cercetare și descoperiri ale tatălui său și l-a secondat în experiențe.
S-a ocupat de aplicarea pendulei la ceasornice, realizând unele perfecționări, care ulterior au fost reluate de Christiaan Huygens.
Tatăl său l-a încurajat să studieze dreptul la Pisa, încredințându-l maestrului Benedetto Castelli.
Vincenzo Viviani i-a elogiat talentul în construcția lăutelor și în acordajul corzilor acestora.